# Ruprechtskirche (Wien)

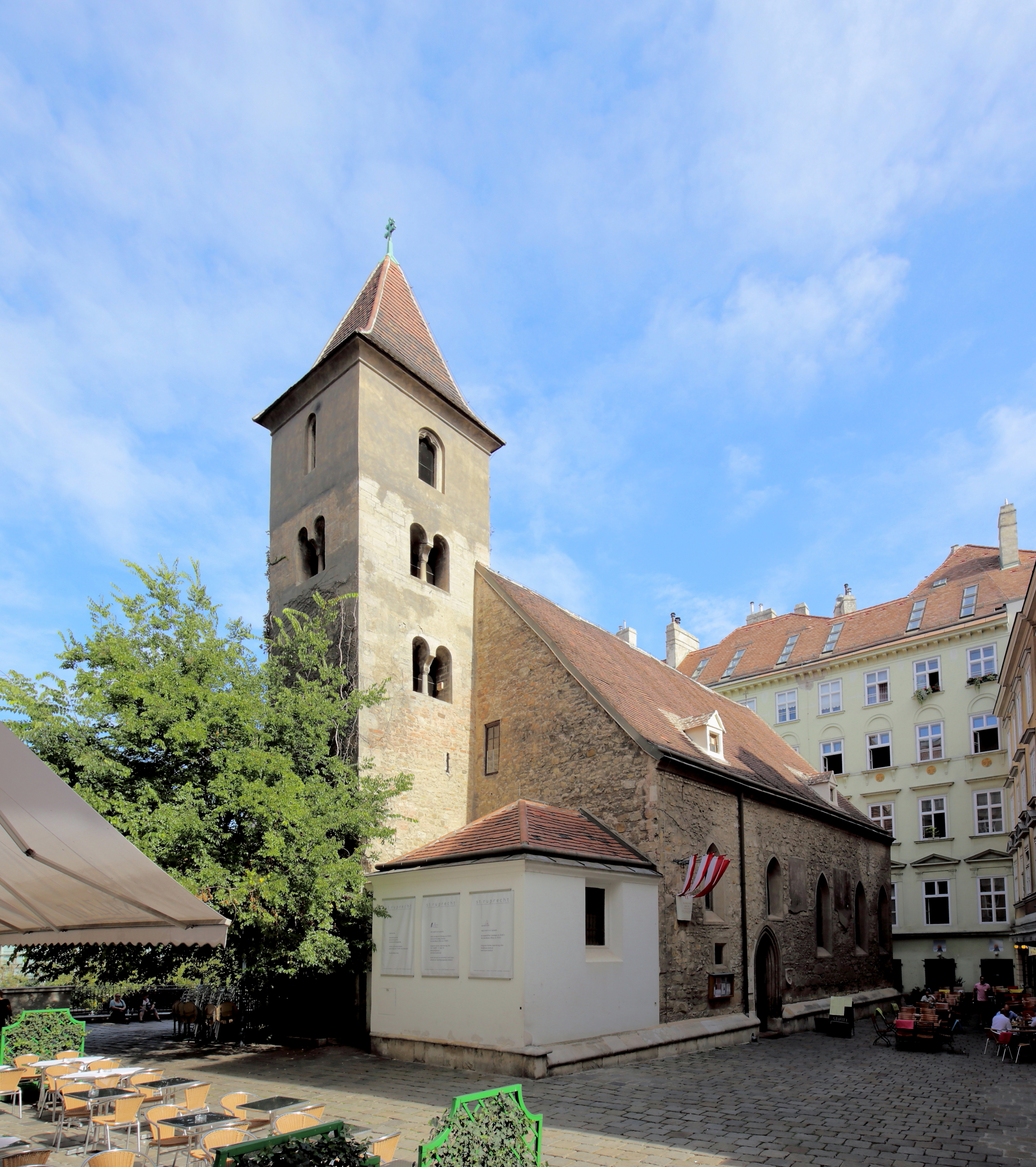
Westansicht der Ruprechtskirche

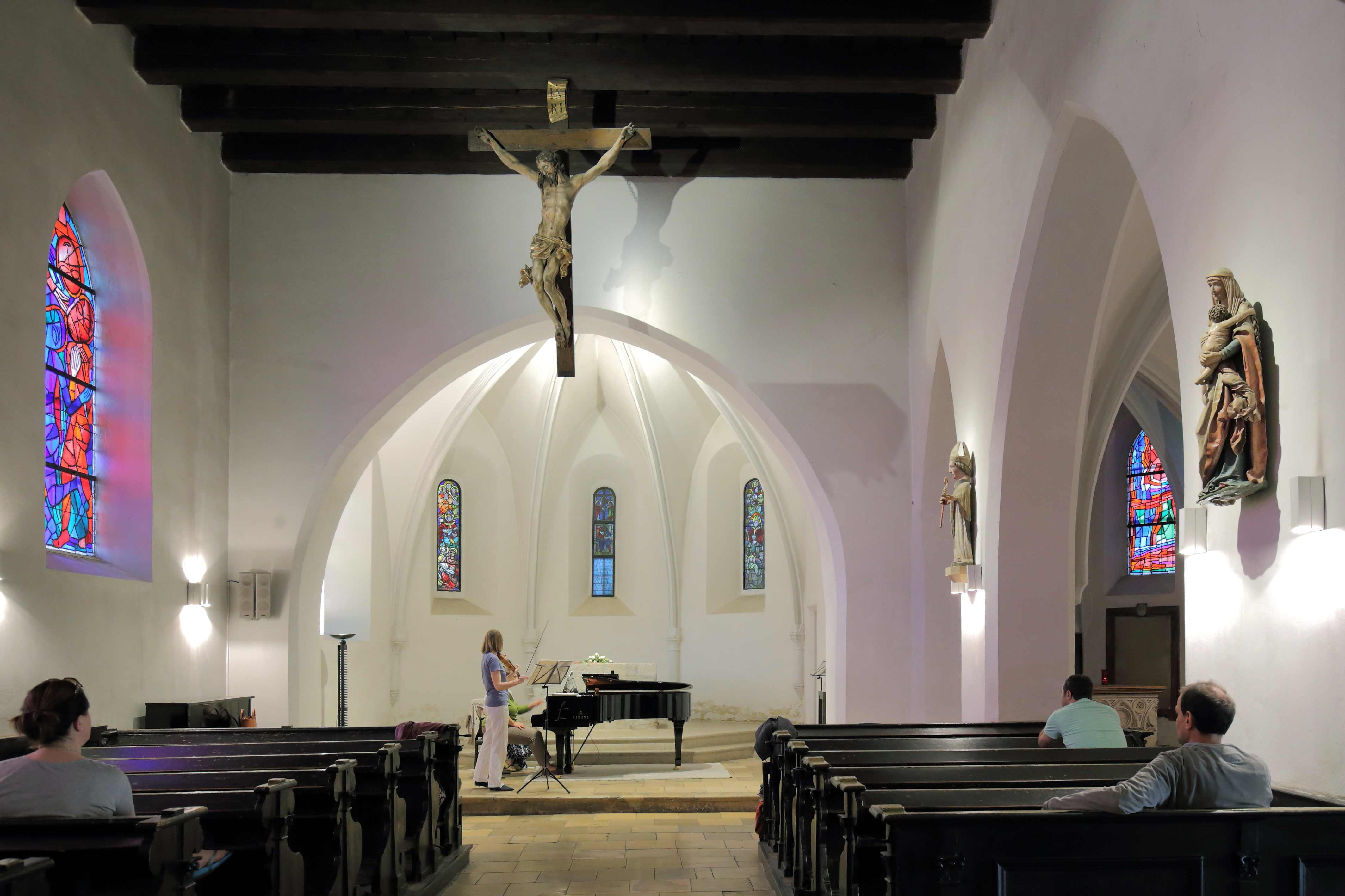
Innenansicht

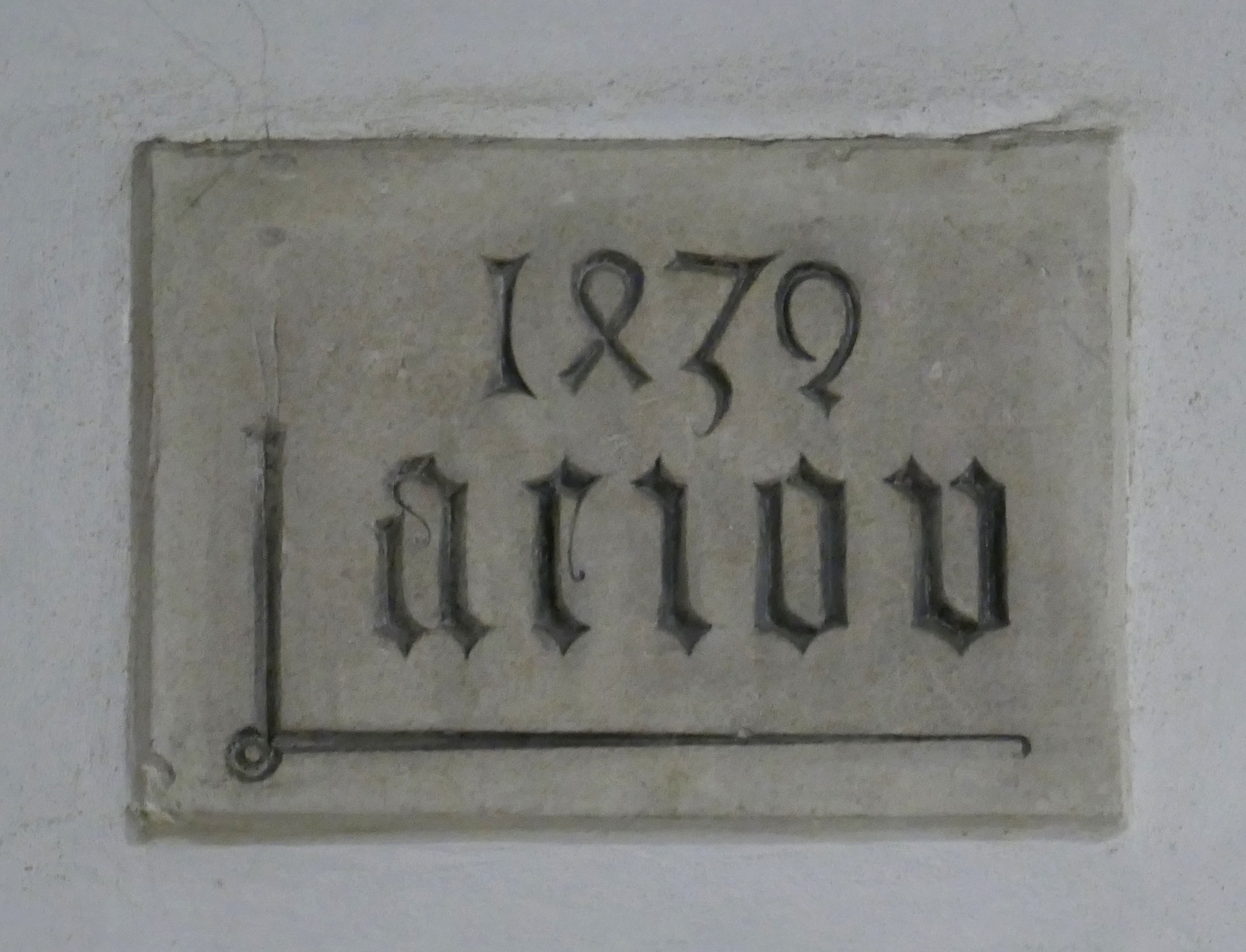
A.E.I.O.U.-Inschrift, 1439

Die römisch-katholische Ruprechtskirche ist die älteste in ihrer Grundsubstanz noch bestehende Kirche der Stadt Wien. Sie befindet sich auf dem Ruprechtsplatz im 1. Wiener Gemeindebezirk Innere Stadt.
Die Ruprechtskirche ist dem heiligen Rupert, dem Schutzpatron der Salzschiffer und von Salzburg, geweiht und gilt daher als Salzburger Gründung. Salz war im Mittelalter eine wichtige Monopolware, die von einer speziellen Stelle, dem Salzamt verwaltet wurde. Bei der Ruprechtskirche wurde Salz durch das Salzamt an Einzelhändler verkauft – daran erinnern auch die Flurnamen Salzgasse, Salzgries, Salztorgasse und die Salztorbrücke.

## Geschichte
Der Legende nach wurde die Kirche im Jahre 740 gegründet. Die erste urkundliche Erwähnung war im Jahr 1200, in einem Dokument, das auf eine Schenkung von Herzog Heinrich II. Jasomirgott an das Schottenstift Bezug nimmt. Diese Schenkung umfasste auch die Ruprechtskirche, die darin als die älteste Kirche Wiens bezeichnet wird. Aus heutiger Sicht ist dies jedoch nicht korrekt, da die erste Peterskirche die älteste Kirche Wiens war, die Ruprechtskirche ist somit die älteste heute noch erhaltene Kirche Wiens.
Die Ruprechtskirche liegt auf dem Gebiet des ehemaligen römischen Militärlagers Vindobona. Nach der Zerstörung der römischen Siedlung wurde das Entstehen einer Keimzelle des späteren Wien im Bereich um die Ruprechtskirche angenommen, was sich aber archäologisch noch nicht bestätigen ließ. Als erste Pfarrkirche von Wien wird nicht die Ruprechtskirche, sondern die auf die Spätantike zurückgehende erste Peterskirche angenommen, deren Pfarr-Rechte ab 1147 (nach dem Vertrag von Mautern) auf den Stephansdom übertragen wurden.
Die heutige Kirche ist mehrfach verändert und umgebaut worden. Die ältesten, bis heute erhaltenen Mauern stammen aus dem frühen 12. Jahrhundert (die Mauern des Hauptschiffs mit der Empore und die unteren Turmgeschoße mit den romanischen Biforien). Die Kirche wurde während eines Großbrandes 1276, der fast die ganze Innenstadt vernichtete, beschädigt und anschließend gotisiert (Errichtung der neuen, polygonalen Apsis sowie Erhöhung des Turms um ein Geschoß). Die heutige mittlere Glocke überlebte den Brand, mit der Aufstockung des Turms wurde eine zweite Glocke angeschafft. Um 1280 fällte man die Bäume für den Glockenstuhl, in welchem das Glockenpaar künftig hängen sollte. Vermutlich in der Mitte des 14. Jahrhunderts wurde rechtsseitig an das Langhaus ein gotisches Seitenschiff angebaut und die Südwand des Hauptschiffes durch drei spitzbogige Arkaden durchbrochen. An der Emporenbrüstung befindet sich eine A.E.I.O.U.-Inschrift mit der Jahreszahl 1439. Es handelt sich dabei um den Wahlspruch Kaiser Friedrichs III., und das Jahr, in dem er Herzog von Österreich wurde.
Der Salzamtmann Georg Nagl ließ laut Inschrift von 1622 die schon sehr baufällige Ruprechtskirche wiederherstellen, Johann Baptist Bartolotti von Partenfeld finanzierte die Reparatur der Jahre 1701 bis 1703. Für Bodenplatten im Bereich der Eingangstüre sowie Stufen einer kleinen Stiege auf die Empore wurde Kaiserstein aus Kaisersteinbruch verwendet.

## Ausstattung
In der Ruprechtskirche befinden sich einerseits die ältesten Glasfenster Wiens (im Zentrum der Apsis, 3. Viertel 13. Jahrhundert), andererseits seit 1993 22 moderne Glasfenster von Lydia Roppolt. Dominant sind hierbei die drei großen Fenster rechts im Kirchenschiff, ein Zyklus zum Thema „Lob Gottes bei Errettung aus tiefster Not“: Daniel in der Löwengrube, Jona und der Wal und die drei Jünglinge im Feuerofen. Die anderen Fenster haben das „Lob der Schöpfung“ zum Thema. Links und rechts der gotischen Fenster in der Apsis befinden sich Fenster von Heinrich Tahedl (1949). Der Tabernakel aus Bronzeguss mit Fassdauben wurde 1998 von Ignaz Kienast geschaffen.
Im Kirchturm hängen drei Glocken, von denen zwei historisch äußerst wertvoll sind. Sie werden alle noch per Seilzug geläutet.
| Nr. | Schlagton | Gewicht in Kg | Durchmesser in cm | Gießer    | Gussjahr |
| --- | --------- | ------------- | ----------------- | --------- | -------- |
| 1   | c³        | 110           | 51,6              | Amaricus  | um 1280  |
| 2   | b² / cis³ | 70            | 47,8              | ?         | 13. Jh.  |
| 3   | b²        | 46            | 41,9              | Grassmayr | 1985     |

Die dritte Glocke ist ein Umguss einer älteren Glocke, die von Johann Caspar Hofbauer dem Jüngeren im Jahr 1823 gegossen wurde. Neben den Glocken hängt noch eine Schlagschelle für den Stundenschlag im Turm, sie ist aber seit langem nicht mehr in Betrieb.

## Pfarre
Erster Kirchenrektor der 1986 neu errichteten Gemeinde St. Ruprecht war Joop Roeland OSA, sein Nachfolger war Gernot Wisser SJ. Derzeit ist P. Alois Riedlsperger SJ Kirchenrektor der Kirche.

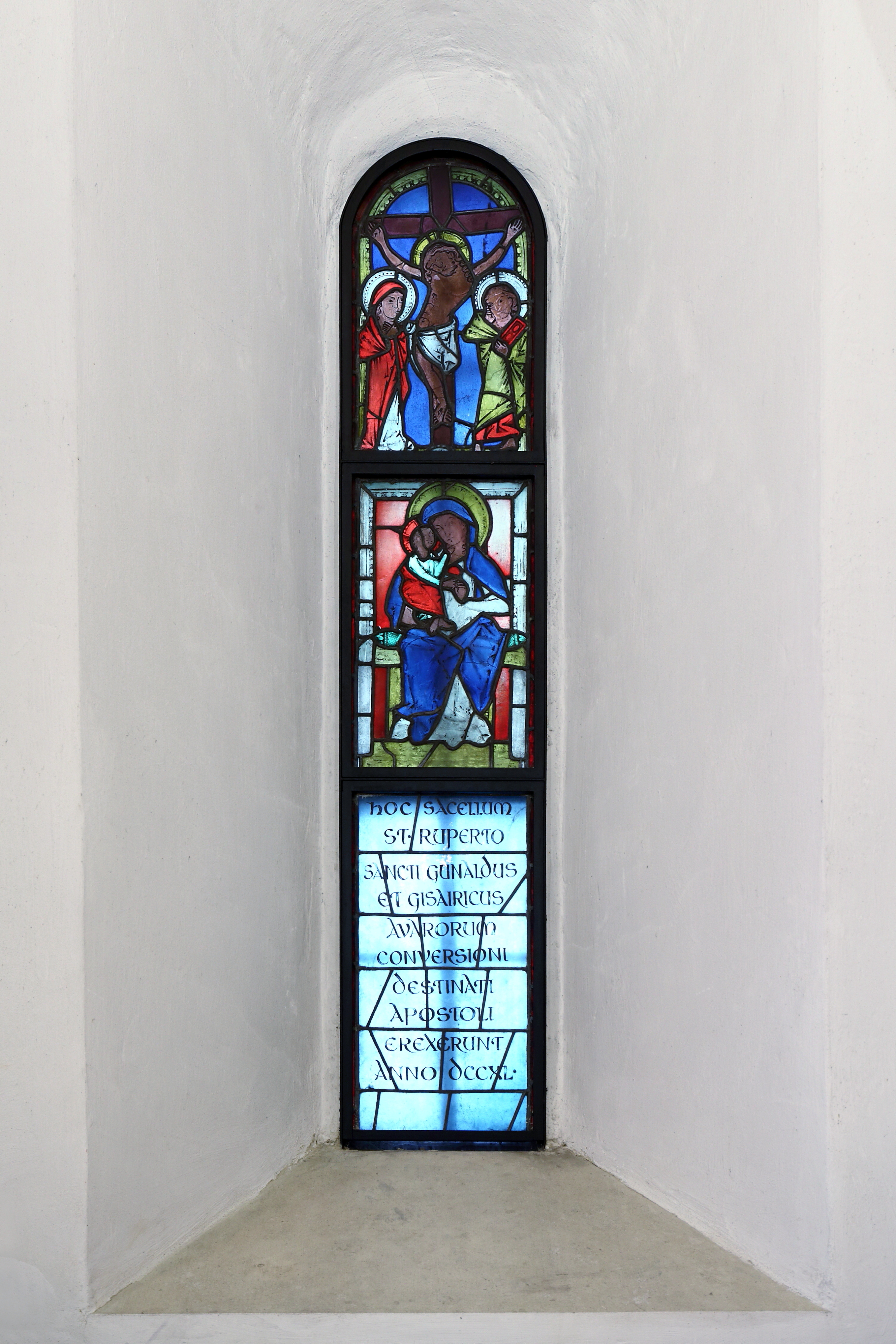
Älteste erhaltene Glasmalerei Wiens im Mittelfenster des Chores
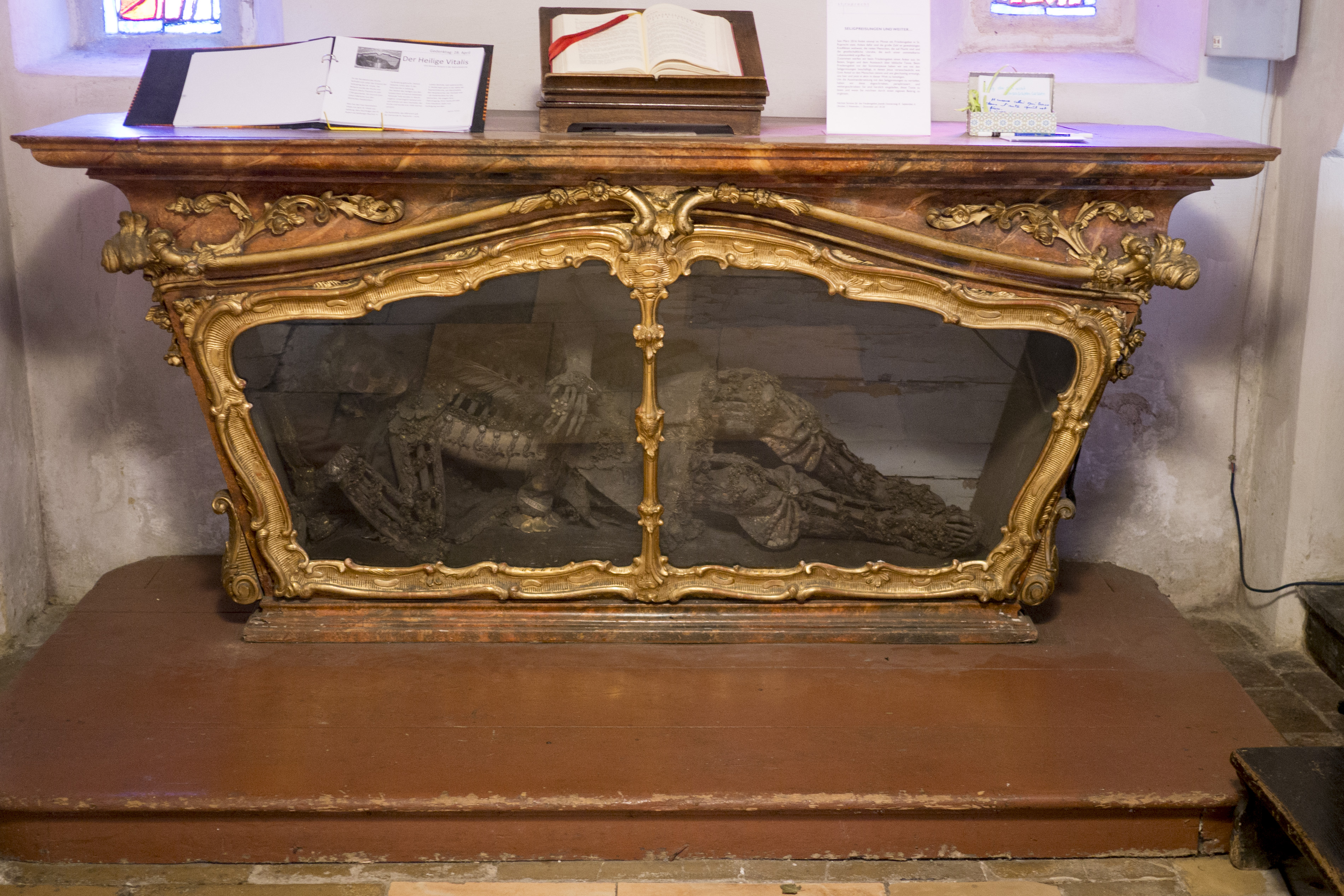
Gebeine des Heiligen Vitalis von Salzburg.
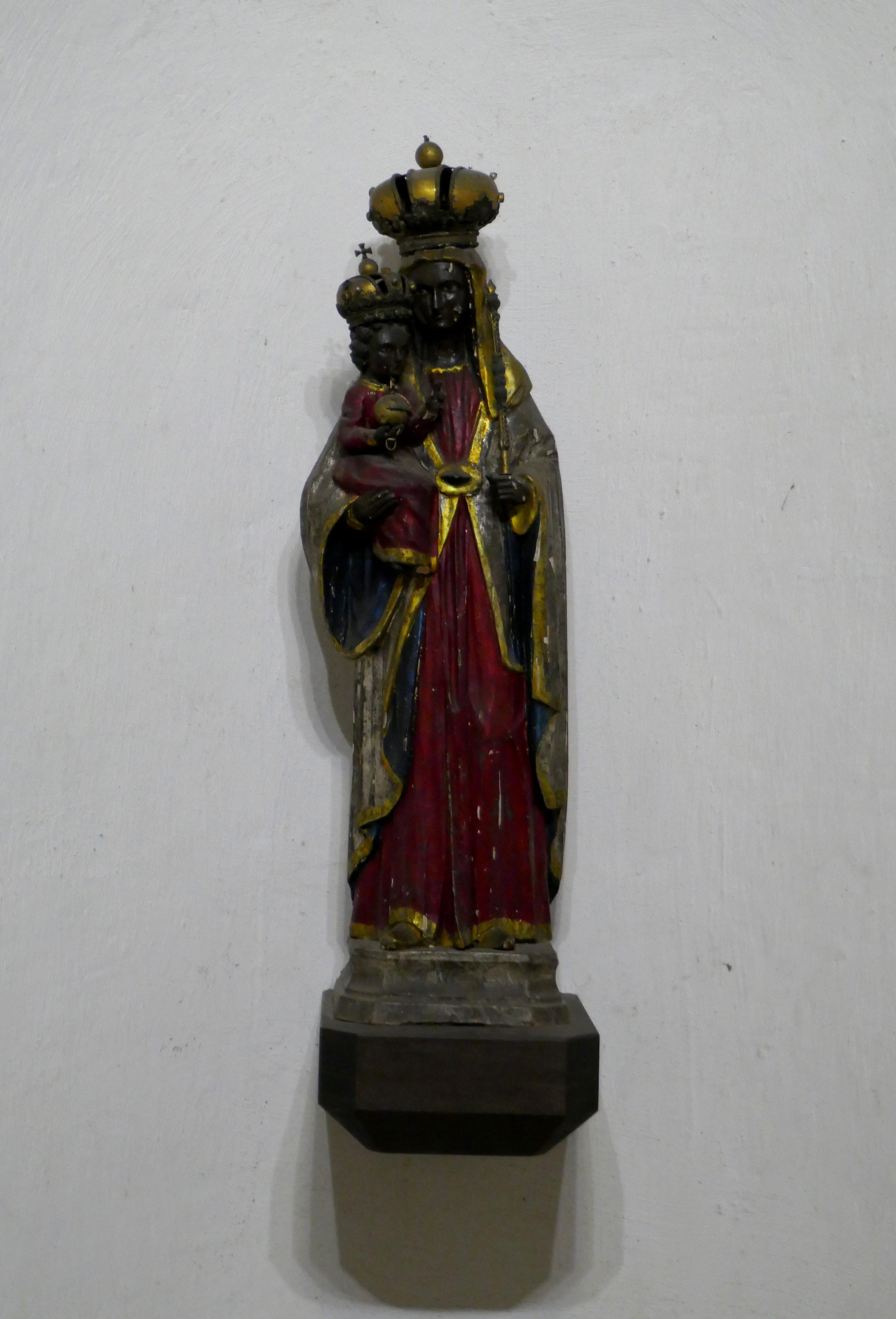
Schwarze Madonna
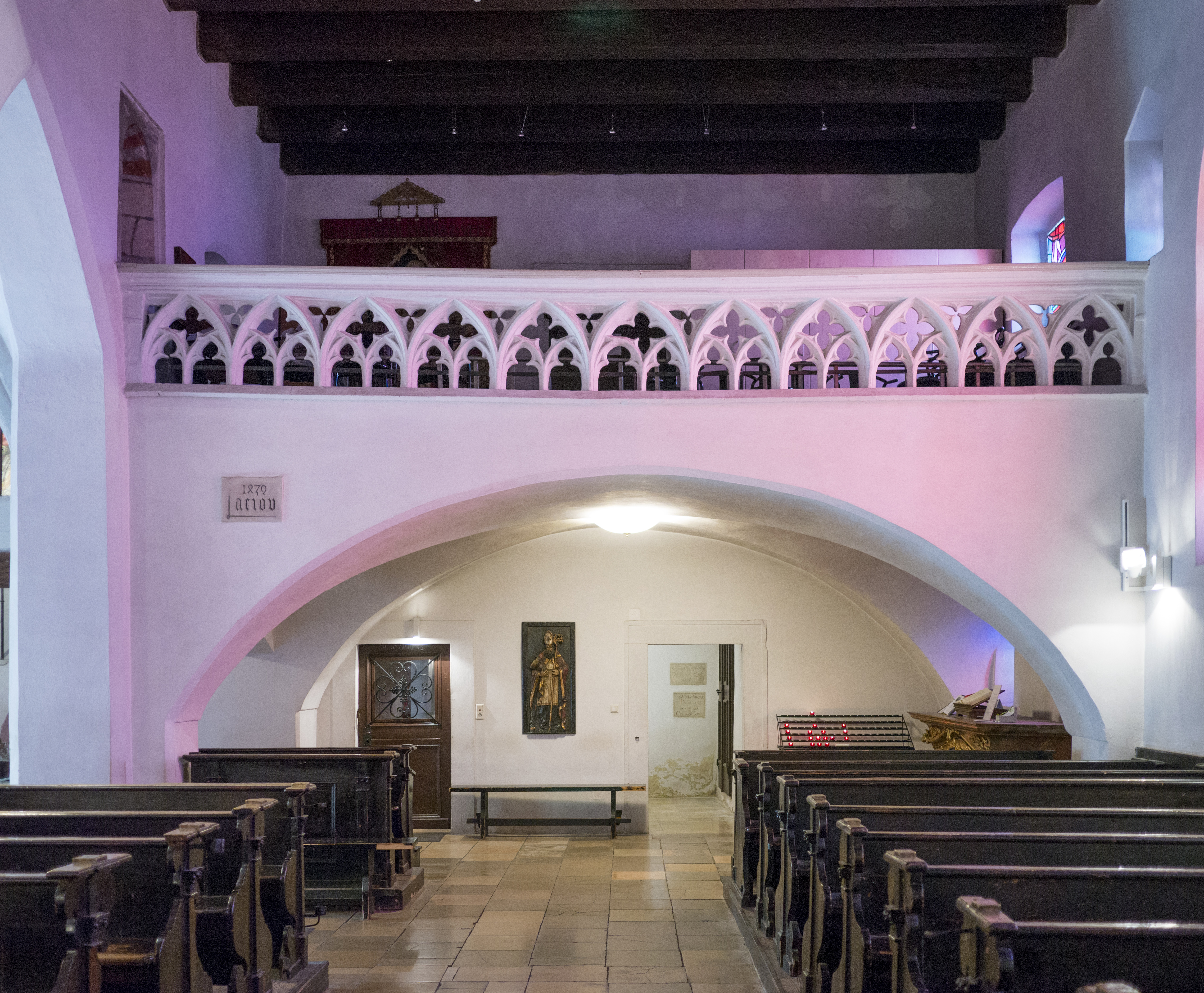
Chorempore mit AEIOU-Inschrift